# Hajnóczy Lívia
Hajnóczy Lívia, született Keuler Lívia Adrienne (Budapest, 1913. szeptember 25. – 2003. január 25.) magyar színésznő, bemondó, a Magyar Rádió bemondója.

## Életpályája
Keuler János és Keresztény Mária leánya. 1942–1944 között a Vígszínház és a Pesti Színház, 1945–46-ban a Művész Színház színésznője volt. 1959–1960-ban a győri Kisfaludy Színházban játszott. 1946-tól a hódmezővásárhelyi Nyári Színházban szerepelt. 1951-től a Magyar Rádió házi színtársulatának, majd 1963–1966 között a Madách Színház tagja lett, de a Vígszínházban is fellépett. Szép, mély tónusú beszédhangjának köszönhetően a Magyar Rádiónál bemondóként foglalkoztatták, többek között a népszerű Szabó család szereposztását rendszeresen tőle hallhatták a Rádió hallgatói. Később a televízióban is dolgozott. Az 1970-es 1980-as években nyugdíjasként a tavaszi és az őszi Budapesti Nemzetközi Vásárok alkalmával a Hungexpo területén kollégájával, Körmendy Lászlóval, a Magyar Rádió főbemondójával rendszeresen hangosbemondón tájékoztatták a kiállítás látogatóit. Férje dr. Várady Miklós zenekritikus volt, 1937. január 28-án kötöttek házasságot Budapesten.

## Fontosabb színházi szerepei
- William Somerset Maugham: Eső... feleség
- Csokonai Vitéz Mihály: Karnyóné...Karnyóné
- Jókai Mór – Török Tamás: Szeretve mind a vérpadig... Tisza Istvánné
- John Boynton Priestley: Veszélyes forduló... Freda
- Federico García Lorca: Yerma... Első sógornő
- Federico García Lorca: Bernarda Alba háza... Mária Jozefa
- Zilahy Lajos: Fatornyok... Kriegsné, Borcay Klára
- Illés Endre: Törtetők... Szobalány
- William Shakespeare: Rómeó és Júlia... Montaguené
- Tennessee Williams: Tetovált rózsa... Miriella
- George Bernard Shaw: A sors embere... A hölgy
- Euripidész: Trójai nők... Trójai nő
- Kaszó Elek – Tóth Miklós – Hajdu Júlia: Füredi komédiások... Fuzsina
- Csizmarek Mátyás – Semsei Jenő – Nádassi László: Érdekházasság... Venczelné

## Filmek, tv
- Házasság (1942)
- Ördöglovas (1944)
- Fiú vagy lány? (1944)
- Vízivárosi nyár (1964)
- Othello Gyulaházán (1966)
- Utószezon (1967)
- A revizor (1970)
- Ászja (1971)
- Hangyaboly (1971)
- Beszterce ostroma (1976)